# Puchar Polski w piłce nożnej (2001/2002)
Puchar Polski w piłce nożnej mężczyzn 2001/2002 – 48. edycja rozgrywek mających na celu wyłonienie zdobywcy Pucharu Polski, który uzyskał tym samym prawo gry w rundzie kwalifikacyjnej Pucharu UEFA w sezonie 2002/2003. Odbyły się dwa mecze finałowe, na stadionach obu finalistów.
Tytuł zdobyła Wisła Kraków, dla której był to trzeci tryumf w tych rozgrywkach. W związku z tym, że Wisła została wicemistrzem Polski, zwolnione miejsce w Pucharze UEFA zajęła czwarta w tabeli Polonia Warszawa.

## Runda wstępna
Do rozgrywek przystąpiły kluby drugoligowe wg stanu z poprzedniego sezonu, z miejsc 13-20. Mecze zostały rozegrane 12 września 2001.
KS Myszków – Dolcan Ząbki 7:0 (Hajduk 28' 62' Trepka 39' Bartos 56' 83'k. Gacek 84' Bryła 90')

Hetman Zamość – Lechia/Polonia Gdańsk 3:0 (Gancarczyk 14' Ziarkowski 20' Przybyszewski 64')

Zagłębie Sosnowiec – Stal Stalowa Wola 2:2, k. 5:6 (Stachurski 48' Wieprzęć 119' sam. – Brytan 41' 106')

Polar Wrocław – Polonia Bytom 1:0 (Nakielski 89')

## I runda
Do rozgrywek dołączyły kluby drugoligowe wg stanu z poprzedniego sezonu, z miejsc 1-12, oraz zwycięzcy Pucharu Polski na szczeblu ZPN. Mecze zostały rozegrane 19 września 2001.
Wigry Suwałki – Świt Nowy Dwór Mazowiecki 1:2 (Andrzejewski 69' – Wrzesiński 34' Włódarczyk 84'k.)

Widzew II Łódź – Hetman Zamość 0:2 (Ziarkowski 19' 33')

Cracovia – Lech Poznań 2:2, k. 1:4 (Hermaniuk 2' 41' – Michalski 23' Miklosik 81')

Pogoń Staszów – KS Myszków 2:3 (Iwanicki 19' Kolisz 74' – Hajduk 42' Bartos 64'k. Twardawa 72')

TKP Toruń – RKS Radomsko 0:3 (Jóźwiak 22' Sypniewski 62' Stalmach 80')

Kaszubia Kościerzyna – ŁKS Łódź 1:3 (Majewski 90' – Stankiewicz 50' Matusiak 61' 68')

Orlęta Łuków – KSZO Ostrowiec Świętokrzyski 2:5 (Kurek 10' Koryciński 53' – Pietrasiak 31' Krawiec 57' 76' Solnica 68' Pikuta 84')

Stal Sanok – Górnik Łęczna 0:1 (Warakomski 24')

Małapanew Ozimek – Tłoki Gorzyce 1:1, k. 4:3 (Słupik 65' – Pałkus 88')

Polonia Elbląg – GKS Bełchatów 2:1 (Moneta 65' Warecha 74' – Cheda 52')

GKS Rozbark – Odra Opole 1:3 (Mendocha 50' – Jonczyk 7' Lachowski 11' Łaskarzewski 90')

Victoria Września – Stal Stalowa Wola 1:0 (Krzyżkowiak 79')

Pogoń Świebodzin – Włókniarz Kietrz 2:1 dogr. (Obuchanicz 95' 100' – Sosna 92')

KS Łomianki – Ceramika Opoczno 1:6 (Dąbrowski 21' – Polakowski 53' 85' Kozubek 55' Majewski 69' Wolański 89' 90')

Pogoń II Szczecin – Górnik Polkowice 1:3 (Dąbrowski 89'k. – Kułyk 48' Ziemniak 49' Gorząd 72')

Orzeł Wojcieszów – Polar Wrocław 1:4 (Kaniewski 36' – Hirsz 41' Lis 73' Maciejewski 81' Lamberski 85')

## 1/16 finału
Do rozgrywek dołączyły kluby pierwszoligowe wg stanu z poprzedniego sezonu. Mecze zostały rozegrane 10 października 2001.
Ruch Radzionków – Wisła Kraków 2:3 (Sierka 20' Markowski 53' – Pater 3' Żurawski 41'k. Frankowski 84')

Śląsk Wrocław – Legia Warszawa 0:1 dogr. (Karwan 118')

Polar Wrocław – Amica Wronki 0:4 (Dawidowski 21' 50' Król 64' Gregorek 89')

KSZO Ostrowiec Świętokrzyski – Odra Wodzisław Śląski 1:2 (Małocha 5' – Sosin 52' Sibik 85')

Polonia Elbląg – Stomil Olsztyn 1:3 (Moneta 86' – Holc 38' 83' Jackiewicz 62')

Małapanew Ozimek – ŁKS Łódź 0:6 (Matusiak 6' Golański 24' Kucz 39' Łabędzki 70' 89' Hamlet 81')

Górnik Łęczna – Zagłębie Lubin 3:0 (Cetnarowicz 45' Bugała 81' Bronowicki 90')

Świt Nowy Dwór Mazowiecki – Hetman Zamość 1:0 (Danielewicz 88')

Ceramika Opoczno – Orlen Płock 0:1 (Avaa 33')

Pogoń Świebodzin – RKS Radomsko 2:3 dogr. (Zieziula 45'k. Jarymowicz 92' – Folc 37' Kowalczyk 102' Dziuba 109')

KS Myszków – Górnik Polkowice 0:2 (Rybitwa 30' Jeziorny 57')

Victoria Września – Dyskobolia Grodzisk Wielkopolski 0:3 (Rasiak 11' 71' Kozioł 86')

Górnik Zabrze – GKS Katowice 4:1 (Kompała 47' Gierczak 74' 84' Probierz 86' – Moskała 64')

Widzew Łódź – Polonia Warszawa 1:0 (Suchomski 66')

Lech Poznań – Pogoń Szczecin 0:0, k. 12:11

Odra Opole – Ruch Chorzów 1:2 (Lachowski 4' – Gorawski 45' Loch 90')

## 1/8 finału
Mecze zostały rozegrane 10 listopada 2001.
Wisła Kraków – Stomil Olsztyn 6:1 (Żurawski 2' 11' Cantoro 18' 79' Frankowski 26' B.Zając 39' – Bajera 87')

Świt Nowy Dwór Mazowiecki – Górnik Łęczna 2:0 (Lamch 41' Stankiewicz 63')

RKS Radomsko – Legia Warszawa 1:2 dogr. (Sypniewski 85' – Kucharski 28' 111')

Górnik Polkowice – Ruch Chorzów 0:1 (Paluch 13')

Orlen Płock – Widzew Łódź 3:2 (Nosal 24'k. 43' 78' – Zając 53' Gula 74')

Amica Wronki – Odra Wodzisław Śląski 3:2 (Gęsior 35' Król 48' 57' – Sosin 15' Saganowski 54')

Lech Poznań – Dyskobolia Grodzisk Wielkopolski 0:2 (Moskała 26' Kłosiński 47')

ŁKS Łódź – Górnik Zabrze 2:0 (Wójcik 46' Czpak 53')

## Ćwierćfinały
Pierwsze mecze zostały rozegrane 21 listopada 2001, a rewanże 28 listopada 2001.
Legia Warszawa – Ruch Chorzów 2:4 (Svitlica 15' Czereszewski 54' – Bizacki 17' 64' Dżikia 30' Śrutwa 72')

Ruch Chorzów – Legia Warszawa 0:1 (Kucharski 80')

–

Orlen Płock – Świt Nowy Dwór Mazowiecki 1:0 (Iheanacho 7')

Świt Nowy Dwór Mazowiecki – Orlen Płock 1:2 dogr. (Kondraszuk 62' – Nosal 92' Strąk 102')

–

ŁKS Łódź – Wisła Kraków 2:2 (Dopierała 63' 74'k. – Kosowski 7' M.Zając 31')

Wisła Kraków – ŁKS Łódź 4:1 (Frankowski 48' 78' Moskal 85' Paweł Brożek 87' – Czpak 17')

–

Amica Wronki – Dyskobolia Grodzisk Wielkopolski 0:1 (Moskała 74')

Dyskobolia Grodzisk Wielkopolski – Amica Wronki 1:3 (Moskała 85' – Król 81' Sobociński 89' Gęsior 90')

## Półfinały
Pierwsze mecze zostały rozegrane 6 marca 2002, a rewanże 9 i 10 kwietnia 2002.
Ruch Chorzów – Amica Wronki 1:0 (Woś 82')

Amica Wronki – Ruch Chorzów 3:0 (Dawidowski 10' 69' Piskuła 41')

–

Orlen Płock – Wisła Kraków 1:2 (Strąk 7' – Kosowski 54' Jop 90')

Wisła Kraków – Orlen Płock 3:0 (Żurawski 42' Szymkowiak 57' Cantoro 86')

## Finał
| Drużyna 1    | Wynik dwumeczu | Drużyna 2    | Pierwszy mecz | Drugi mecz |
| ------------ | -------------- | ------------ | ------------- | ---------- |
| Amica Wronki | 2:8            | Wisła Kraków | 2:4           | 0:4        |

### Pierwszy mecz
| 7 maja 2002 20:00 | Amica Wronki · Dawidowski 18' · Zieńczuk 64' | 2:41:0Raport | Wisła Kraków · 56' Frankowski · 66', 85' Kosowski · 72' Żurawski | Stadion Amiki Wronki, Wronki Widzów: 2 500 Sędzia: Grzegorz Gilewski (Radom) |
|                   |                                              |              |                                                                  |                                                                              |

### Rewanż
| 10 maja 2002 20:00 | Wisła Kraków · Frankowski 18', 85' · Żurawski 27' · Uche 90' | 4:02:0Raport | Amica Wronki | Stadion Miejski, Kraków Widzów: 7 000 Sędzia: Jacek Granat (Warszawa) |
|                    |                                                              |              |              |                                                                       |

| Puchar Polski w piłce nożnej 2001/2002 Zwycięzcy |
| ------------------------------------------------ |
| Wisła Kraków 3. Tytuł                            |